# Јован Докић
Јован Докић (Београд, 29. март 1856—Београд, 27. јун 1904) био је српски математичар и професор Више женске школе у Београду.

## Биографија
Рођен је у Београду, отац му је био Ђорђе Докић који је радио као воскар. 
Образовао се у Београду где је завршио природно-математички одсек Филозофског факултета. Био је веома начитан, служио се немачким и руским језиком. Радио је у Вишој женској школи у Београду, где је једно време, од 1887. до 1895. године, био хонорарни професор јестаственице и физике. Након професуре, био је и управник ове школе у предиоду од 4. августа 1898. до 21. августа 1900. године.
Управник Народног позоришта био је од 15. јануара 1903. до 15. маја 1903, а своју каријеру и живот завршио је као директор Прве београдске гимназије.